# Шкофјелошки пасијон
Шкофјелошки пасијон (лат. Processio locopolitana, словен. Škofjeloški pasijon) је најстарија представа на словеначком. У свом садашњем облику, то је била покајничка страсна поворка. То је написано на основу старије традиције 1715, уз мање корекције до 1727, од оца Ромуалда (Ловренц Марушић; 1676-1748), Капуцинер монаха који је живео у том периоду у манастиру Крањ Капуцинер у граду Шкофја Лока . Пасијон представља библијске приче, посебно из Исусовог живота. Састоји се од 869 стихова, написаних на старом шкофјелошком дијалекту. Подељени су у 13 табела. Припада барокном периоду и представља најстарију сачувану редитељску књигу на свету. Рукопис представе чува манастир Шкофја Лока.
Представа је првобитно постављана на Велики петак сваке године до 1751. После скоро триста година, поново је представљен 1936. године као део изложбе, а оживљена је 1999, 2000, 2009, и 2015. године. Прве две репресалије режирао је Марјан Кокаљ, а последњу Борут Гартнер. Изводило их је око 640 глумаца и глумица аматера, међу њима и 80 коњаника. Табеле су подељене у 20 сцена. Национални савет за младе Словеније доделио је општини Шкофја Лока посебно признање за волонтерски пројекат 2010. године, након што је општина организовала представу у претходној години.
2008. године представа је уписана у словеначки регистар нематеријалне културне баштине. Представа ће бити изведена поново 2021. године. Одмазде у Шкофјој Лоци су највећа позоришна представа на отвореном у Словенији.

## Нематеријално културно наслеђе
Општина Шкофја Лока, заједно са Министарством културе Републике Словеније је 2011. године, започело припрему номинације Шкофјелочке пасије за упис на УНЕСКО-ву листу нематеријалног културног наслеђа. 1. децембра 2016. године је усвојена на састанку у Адис Абеби. Ово је први пример словеначке баштине на овој листи.